# Connie Talbot

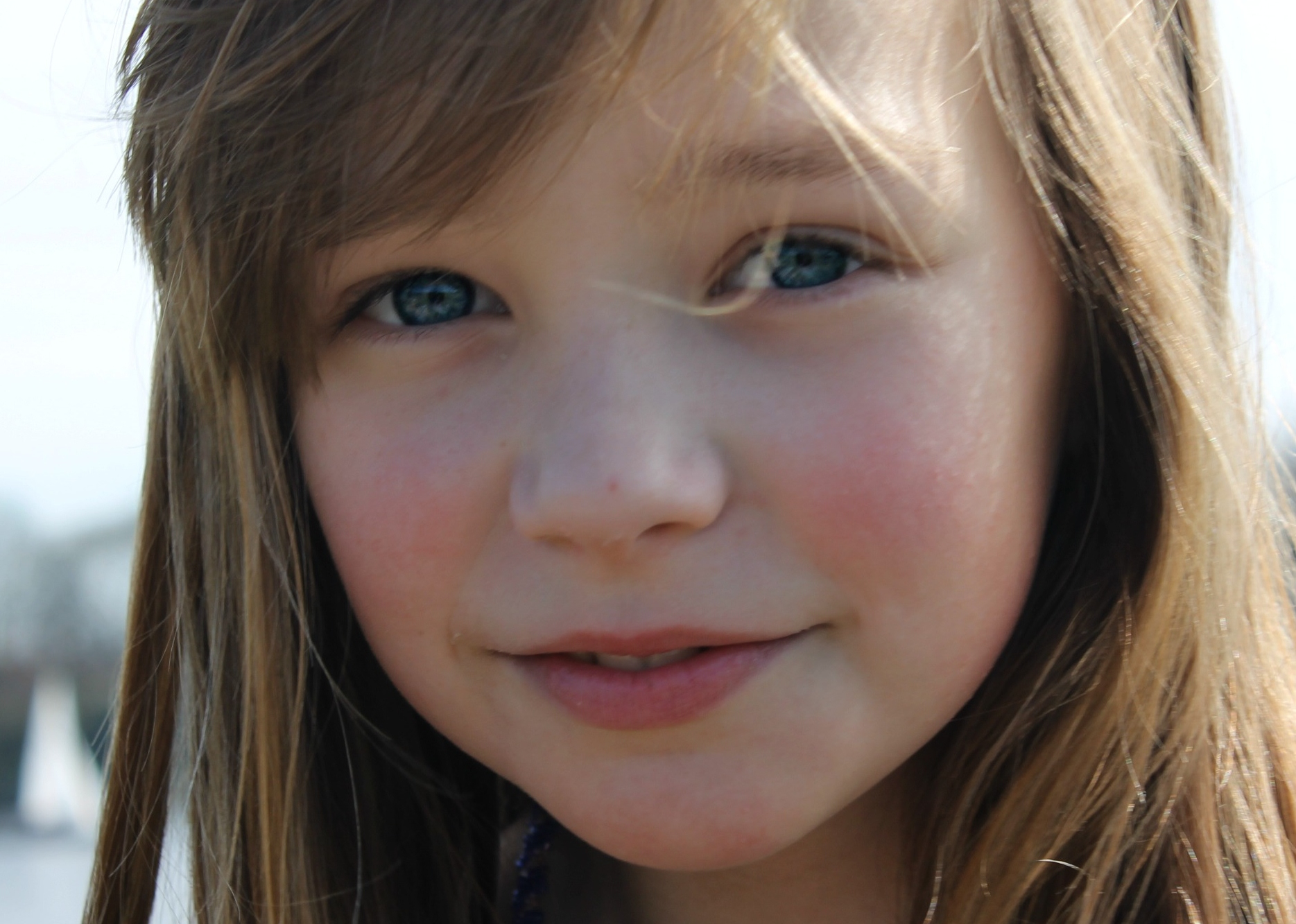
Connie Talbot, 2012

Connie Victoria Elizabeth Talbot (* 20. November 2000 in Streetly, West Midlands) ist eine britische Sängerin, die 2007 durch die Talentshow Britain’s Got Talent bekannt wurde. Sie erreichte unter anderem auf Grund ihrer YouTube-Videos bald weltweite Bekanntheit.
Ende 2007 erschien Talbots Debüt-Album Over the Rainbow. Mit der im Juni 2008 erschienenen Neuauflage des Albums erlangte sie internationale Beachtung, vor allem in Asien und in den USA. Außerdem erschien im Juni 2008 die Singleauskopplung Three Little Birds. Sie gilt als jüngste Künstlerin, die jemals die britischen Charts erobert hat. Im Jahr 2008 reiste sie durch Singapur, Taiwan, Hongkong, Südkorea und die USA um in einer Reihe von Live- und Fernsehauftritten ihr Album vorzustellen. In Jamaica nahm sie ein Musikvideo für ihre Single Three Little Birds auf. 2011 veröffentlichte sie ihre Single Sail Away. Das Album Over the Rainbow erschien im November 2008 auf dem neuen SanDisk-SlotMusic-Format. Obwohl von Kritikern anfangs negativ bewertet, wird Talbot von Kennern der Musikszene wie Simon Cowell eine große Zukunft vorausgesagt. Über ihre stimmlichen Qualitäten wird berichtet, dass sie ihre Zuhörer häufig zu Tränen rühren und eine außergewöhnlich liebliche, für ihr Alter aber auch sehr kräftige Stimme hat. Obwohl sie niemals Gesangsunterricht hatte, wird ihr eine hohe Professionalität zugesprochen. Talbot lebt mit Mutter Sharon, Vater Gavin und den Geschwistern Molly und Josh zusammen in Streetly, Metropolitan County, Großbritannien, und hat bis zum September 2018 eine Secondary School in der Nähe von Birmingham besucht.

## Karriere

### Frühe Kindheit
Talbot begann bereits im Alter von 18 Monaten zu singen. Als ihre Großmutter im Jahr 2005 an Brustkrebs erkrankte, sang sie mit ihr zusammen häufig Lieder aus dem Film Der Zauberer von Oz, woraufhin diese ihr außerordentliches Talent bemerkte. Nach dem Tod der Großmutter tröstete Talbot ihre Mutter durch ihren Gesang. Ihre Eltern berichten in einem Interview zur Talentshow Britain’s Got Talent, dass Connie manchmal sogar im Schlaf singe.

### Auftritt in Britain’s Got Talent

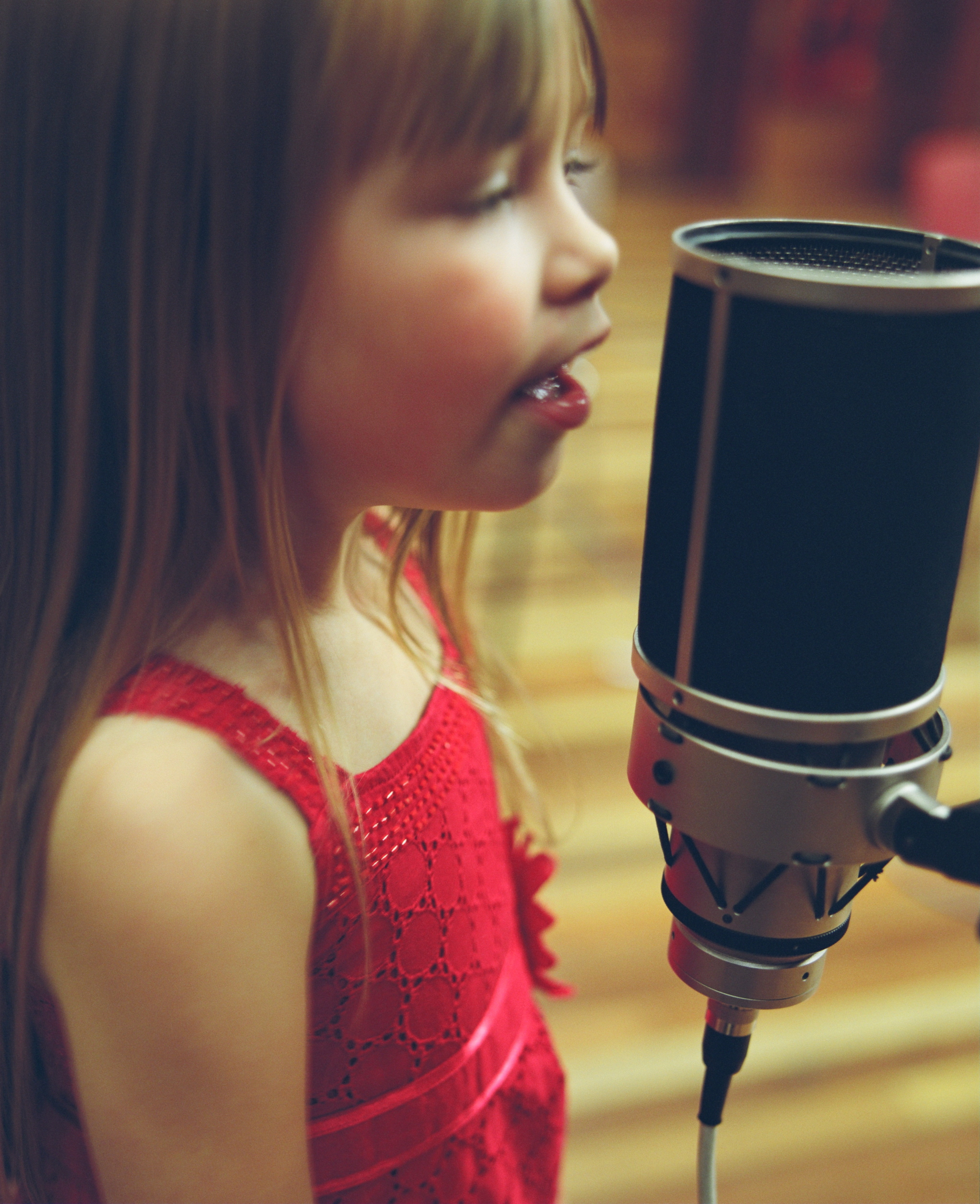
Connie Talbot nimmt den Song Smile in den Olympic Studios auf

Auf eigenen Wunsch nahm Talbot 2007 im Alter von sechs Jahren am Casting zur ersten Staffel der Talentshow Britain’s Got Talent teil. Dort beeindruckte sie sowohl die Juroren, als auch das Publikum mit ihrem a cappella vorgetragenen Lied Over the Rainbow. Ihre Vorstellung ließ Jurorin Amanda Holden in Tränen ausbrechen. Simon Cowell meinte: „Du warst fantastisch […] Sie trifft den Ton perfekt“. Sehr schnell wurde sie landesweit bekannt. Im Halbfinale sang sie den Michael-Jackson-Hit Ben, mit dem sie das Finale erreichte. Dort sang sie erneut Over the Rainbow aber diesmal mit musikalischer Begleitung. Schließlich musste sie sich dem Tenor Paul Potts geschlagen geben. Das Video zu ihrem ersten Auftritt wurde auf YouTube über 150 Millionen Mal aufgerufen (Stand: November 2015). Obwohl sie den Wettbewerb nicht gewann, sollte sie mit der Plattenfirma Sony BMG Music Entertainment einen Plattenvertrag abschließen. Nachdem zwei Lieder in den Olympic Studios in London aufgenommen worden waren, ließ Sony BMG diesen Plan jedoch wegen des Alters der Künstlerin fallen. Schließlich wurde ein Vertrag mit Rainbow Records, einer speziell für Talbot gegründeten Division der unabhängigen Plattenfirma Rhythm Riders des Produzenten John Arnison geschlossen.

### Das erste Album: Over The Rainbow

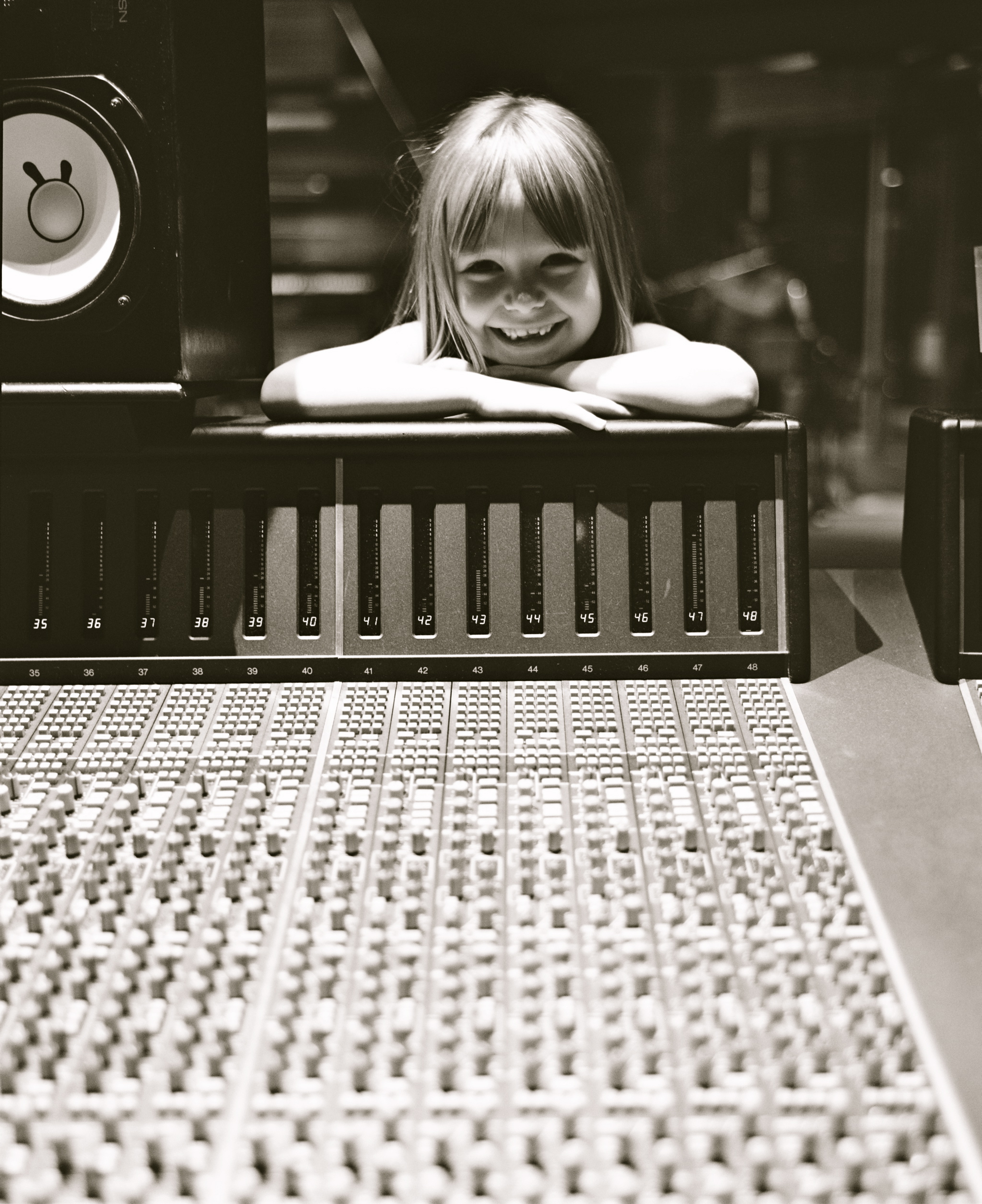
Connie Talbot am Tonpult in den Olympic Studios

Am 26. November 2007 erschien Talbots Debüt-Album Over the Rainbow. Alle Lieder auf der CD wurden von ihr selbst ausgesucht. Dabei setzte sie trotz der Bedenken der Produzenten durch, dass auch das Lied I Will Always Love You von Whitney Houston mit aufgenommen wurde. Um dem Mädchen die Fahrten in das Plattenstudio zu ersparen, wurden alle Lieder im Haus ihrer Tante aufgenommen. Das Album erreichte in drei Wochen über 100.000 Verkäufe und damit Gold-Status. Insgesamt wurde es über 250.000 mal verkauft und erreichte in den britischen Charts Platz 35. Trotzdem wurde es von den Kritikern anfangs eher skeptisch aufgenommen. Für ihr junges Alter sei sie zwar eine überdurchschnittlich begabte Sängerin, jedoch fehle es ihrem Gesang an Gefühl und Emotion. Ihr Repertoire bestehe aus „nichts weiter als hübschen kleinen Liedern“. Erst mit der zweiten Auflage des Albums konnte sie auch die Kritiker überzeugen.
Over the Rainbow wurde am 30. Juni 2008 neu aufgelegt, wobei drei Weihnachtslieder durch neuere Aufnahmen ersetzt wurden. Diese Ausgabe des Albums wurde auch in Asien und in den USA herausgebracht. Over the Rainbow erreichte Platz eins in Taiwan und Korea, Platz fünf in Hongkong und Platz sieben in den USA. Am 9. Juni 2008 erschien außerdem die Singleauskopplung Three little Bird. Talbot bekam für ihr Album eine Goldene Schallplatte in Großbritannien, je einmal Platin in Hongkong und Taiwan, und zweimal Platin in Korea. In Taiwan war Over The Rainbow das meistverkaufte westliche Album des Jahres 2008.
Bisher ist Talbot die jüngste Künstlerin, der diese Erfolge gelungen sind. Sie hält damit zwei Einträge im Guinness-Buch der Rekorde, nämlich als jüngste Künstlerin in den Charts sowie als jüngste Künstlerin mit einem Goldalbum.

### Christmas Album
Am 24. November 2008 erschien das zweite Album Connie Talbot's Christmas Album. Es wurde in Asien bereits Anfang November 2008 herausgebracht und enthält eine Sammlung von Weihnachtsliedern verschiedener Stilrichtungen. In Taiwan wurde eine Luxusausgabe namens Winter Miracle veröffentlicht. Um Ausfälle in der Schule und lange Fahrten zu vermeiden, wurden alle Lieder bei ihr zu Hause aufgenommen. Im Gegensatz zu Over The Rainbow wurde das Christmas Album von den Kritikern von Anfang an positiv aufgenommen. Weil jedoch der Distributor in England, Pinnacle Entertainment, kurz nach Freigabe des Albums Konkurs anmelden musste, blieb dem Album ein kommerzieller Erfolg versagt.

### Holiday Magic Album
Im Herbst 2009 erschien das Album Connie Talbot's Holiday Magic. Neben einigen aus dem Vorgängeralbum übernommenen Songs enthält es auch neue Weihnachtslieder. Das Album wurde durch eine Werbetour in den USA beworben, während der auch eine einstündige TV-Sendung mit den Liedern aus dem Album entstand. Ein Teil der Verkaufserlöse floss an das Hilfswerk Toys for Tots. Dieses nominierte sie 2009 als Kinder-Botschafterin, als Achtjährige war sie die jüngste, die Toys for Tots jemals hatte.

### Beautiful World Album
Im November 2012 wurde speziell für den asiatischen Markt das Album Beautiful World beim Label evosound der in Hong Kong ansässigen Evolution Ltd. veröffentlicht. Für die Produktion verantwortlich war der mit einem Grammy ausgezeichnete Kipper (Mark Eldridge), der bereits mit Sting zusammenarbeitete. Seit Dezember 2013 ist vom selben Label auch eine Beautiful World Special Edition erhältlich sowie von Victor Entertainment eine Japan Edition.

### Auftritte in Deutschland
Sowohl 2008 als auch 2009 trat Connie Talbot in der ZDF-Benefiz-Show für die Hilfsorganisation Ein Herz für Kinder auf. Im Dezember 2008 begeisterte sie das Publikum mit dem Whitney-Houston-Hit I will always love you. Am Vortag nahm sie auch am Großen Jubiläumskonzert für Kinder mit Rolf Zuckowski teil. Auch im Dezember 2009 war sie bei der Show für Ein Herz für Kinder dabei und trug zusammen mit Sarah Connor das Ave Maria von Schubert vor. Im Januar 2012 sang sie für die RTL-Aufzeichnung der ultimativen Chartshow das dort als erfolgreichster Hit der Welt gekürte I will always love you von Whitney Houston vor.

### Die Young Voices und der African Children’s Choir
In den Jahren 2011 bis 2013 nahm sie als Gast-Solistin an zahlreichen Auftritten der Young Voices, der weltweit größten Organisation von Schulchor-Konzerten, in mehreren britischen Städten und in Dublin teil. Dabei erzielte der Chor zusammen mit ihr im März 2012 in der Londoner O2-Arena einen Guinness-Weltrekord als größter Hintergrundchor (mit fast 7000 Sängern), der jemals an einem Ort einen Solisten begleitete.
An der Young Voices Tour 2012/2013 nahm auch der African Children’s Choir mit seinem Chor #38 aus Uganda teil, woraus sich eine Freundschaft und spätere Zusammenarbeit mit Talbot ergab. Im Oktober 2013 kam es zu zwei gemeinsamen Konzerten (diesmal mit Chor #39, ebenfalls aus Uganda) in ihrer Heimatstadt Walsall und in Bath. Während des Konzertes in Walsall erklärte Ray Barnett, Präsident und Gründer des ACC, Connie aufgrund ihres aktiven und finanziellen Engagements zur Botschafterin des African Children’s Choir und gab bekannt, dass eine im Rahmen des ACC-Projektes neu gebaute Schule in Südafrika Connie Talbot School heißen soll.

### Sonstige Aktivitäten
- Im Juli 2013 stellt Talbot via YouTube ihre malerischen Fähigkeiten unter Beweis.[32] Das Bild wurde wenig später über ihren Twitter-Account für etwas über 1.000 Britische Pfund für wohltätige Zwecke versteigert.
- Talbot singt für das im Oktober 2013 von Sony für die PlayStation 3 herausgebrachte Videospiel Rain den Titelsong A tale only the rain knows, welcher auf Claude Debussys Claire de Lune basiert, und auf ITunes erhältlich ist.[33]

### Öffentliche Auftritte
Seit ihrem Auftritt in Britain's Got Talent hat sie eine Reihe öffentlicher Auftritte rund um die Welt gegeben.
Die wichtigsten Auftritte waren:
- Sommer 2007: Britain's got Talent.
- 16. November 2007: Children In Need.
- 26. November 2007: GMTV Morgenshow zum Erscheinen des ersten Albums.[34]
- 21. April 2008 – 4. Mai 2008: Tour durch Hong Kong, Singapur, Taiwan und Korea.
- 16. Juli 2008: Nelson Mandela Children’s Fund (UK) Jährliche Gala.
- 3. Oktober 2008: Ellen DeGeneres Show (USA)
- 8. Oktober 2008: Interview auf Voice of America[35][36][37][38]
- 17. November 2008: Oprah Winfrey Show (USA)[39]
- 6. Dezember 2008: Ein Herz für Kinder
- 14. Dezember 2008: Connies erstes Konzert (Seoul, Korea)[40]
- 30. April 2009 – 2. Mai 2009: Auftritte in Fox5 News, New York, NBC Philadelphia, Moorsetown[41]
- 5. Juni 2008: Gala Hour TV Show, Japan
- 22. August 2008: Miss Hong Kong Pageant, Hong Kong Coliseum Arena
- 12. Dezember 2009: Ein Herz für Kinder im Duett mit Sarah Connor[26]
- 31. Mai 2010: International Children’s Day, Beijing, VR China
- 6. November 2010: Eröffnungssong im Road for Hope Concert 2010, dem offiziellen Auftakt zum G20-Gipfel in Seoul, Südkorea[42]
- 11. Januar 2011: Teilnahme an der Aufzeichnung der BTV Spring Festival Gala[43][44] deren weltweite Ausstrahlung am 4. Februar 2011, dem zweiten Tag des chinesischen Jahres des Hasen, geschätzte 400 bis 600 Millionen TV-Zuschauer hatte.[24]
- 28. November 2011 – 8. März 2012: Gast-Solistin in verschiedenen britischen Städten bei der Young Voices[27] Tour 2011/2012.
- 31. August 2019: Britain's got Talent: The Champions[45]
- 27. Januar 2020: America's got Talent: The Champions[46]

## Persönlicher Hintergrund
Talbot hat bis zum Ende der Primary School nie Gesangsunterricht bekommen. Sie übt das Singen mit einem einfachen Karaokesystem und singt im Schulchor ihrer Grundschule. Sie wünscht sich, Klavier spielen zu lernen und liebt Kunst als Schulfach. Sie behauptet, bei Auftritten niemals nervös zu sein. Nach ihrer Motivation befragt, warum sie so gern vor Publikum singt, sagt sie: „Ich liebe Singen mehr als alles andere auf der Welt“ und: „Ich möchte die Menschen glücklich machen.“ Das Lied I will always love you widmet sie auf der Debüt-CD ihrer Großmutter: Am Ende der Aufnahme hört man sie sagen: „Das Lied ist für dich, Oma.“ Ihre Eltern waren besorgt, ob sie dem Mädchen eine normale Kindheit ermöglichen könnten, ohne ihrem Wunsch, vor großem Publikum zu singen, entgegenzustehen. Auftritte werden deshalb unter Umständen zu ihrem Wohl verschoben oder abgesagt. Nach Aussagen von Produzenten und Beobachtern verhält sich Talbot auf der Bühne sehr professionell, besitzt eine sehr schnelle Auffassungsgabe und muss eine Probe nur selten wiederholen. Nach Aussagen ihrer Mutter beeinflusst ihr Ruhm sie überhaupt nicht. Nach der Asientour habe sie in der Schule nicht von ihren Auftritten, sondern von einem Spaziergang am Meer erzählt, auf dem sie Kieselsteine gesammelt hat.

## Zitate (aus dem Englischen übersetzt)

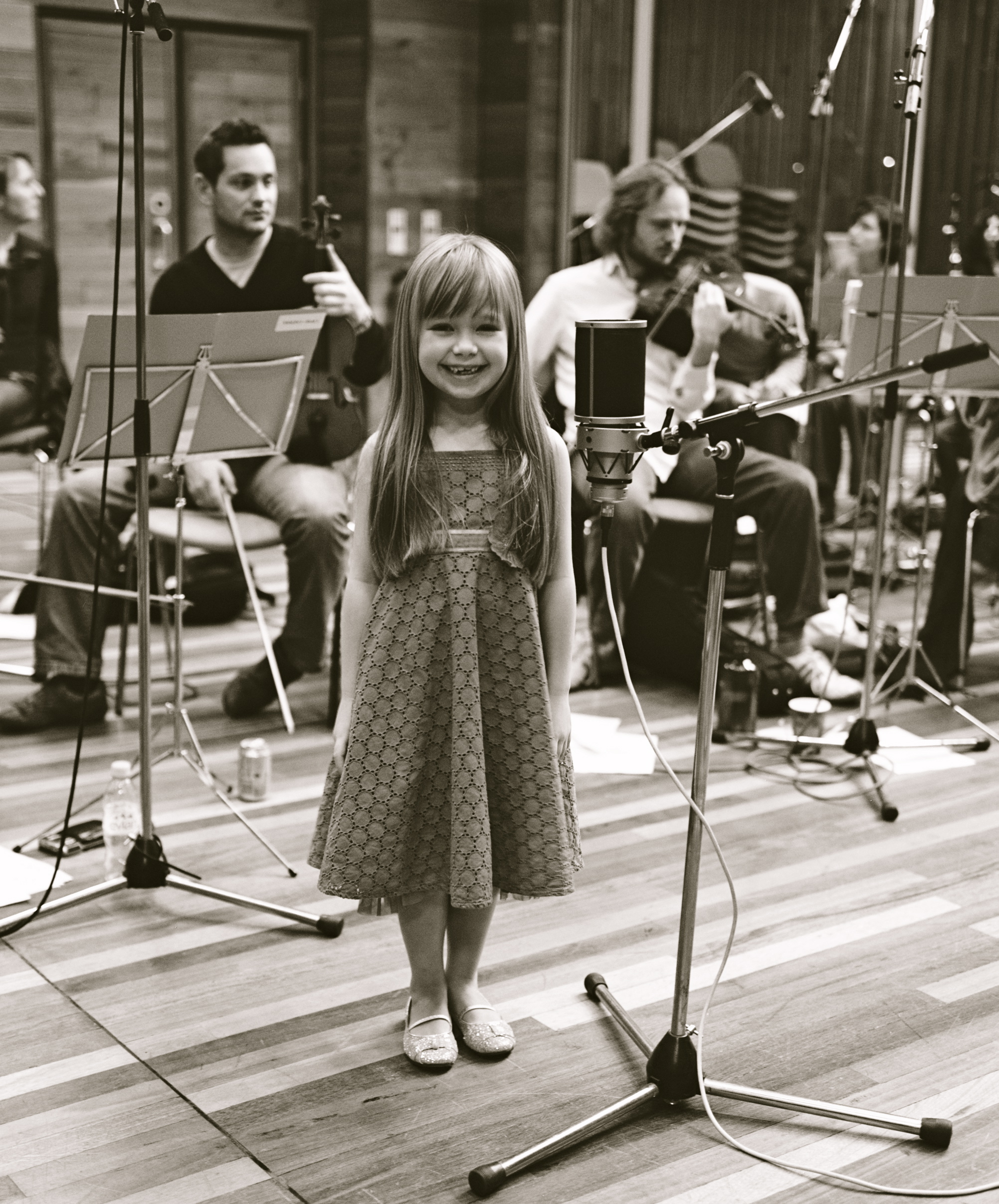
Connie Talbot bei Tonaufnahmen in den Olympic Studios

- Sharon Mawer: „OK. Sie kann für eine Siebenjährige [gut] singen, und die meisten Noten (wenn auch nicht alle) singt sie in der richtigen Reihenfolge und Tonhöhe […] Sie hat aber kein Gefühl, keine Emotion, keine Erkenntnis worum es in jedem Lied geht. Es sind nur hübsche kleine Lieder […] ein Repertoire der leichtesten Lieder aller Zeiten“.[15]
- Nick Levine: „Es ist etwas inhärent falsch daran, einer Siebenjährigen eine Starbewertung zu geben. Connie Talbot […] sollte zur Freude in einem Chor, in der Familie oder gelegentlich bei Schulversammlungen singen […] Das Schulmädchen hat sicher ein liebliche, reine Stimme - die kraftvoller ist als man es erwarten würde - aber ihr Vortrag hat keine Nuancen und keine Tiefe.“[14]
- Piers Morgen, Juror in BGT: „Ich denke, du bist Pfund für Pfund, Zoll für Zoll, die beste sechsjährige Sängerin der Welt“
- Simon Cowell, Juror in BGT und Talentsucher: „Dieses Mädchen ist etwas ganz Besonderes […] Ich habe niemals in meinem Leben so eine machtvolle Stille empfunden als in dem Augenblick da Connie sang. Es war reine Magie.“[6]
- „Ist sie [Connie Talbot] jemals öffentlich aufgetreten? 'Nur einmal um das Weihnachtskonzert in unserer hiesigen Kirche mit Once in Royal David's City zu eröffnen. Die ganze Versammlung war in Tränen aufgelöst.“[5]
- „Hattest du Angst, vor den Juroren von Britain's Got Talent aufzutreten, Connie? 'Niemals.' Fürchtest du dich vor den Fernsehauftritten in This Morning mit Fern und Phil, und vielleicht X-Factor, die auf dich zu kommen, um dein Album zu bewerben? 'Nein.' Wirst du jemals nervös? 'Niemals'. All das sagt sie mit einem Lächeln und mit ungerührten Augen, mit einigem Gekicher und Kopfrollen.“[5]
- „Die Sache mit Connie ist die: sie hat das Singen zusammen mit ihrer Großmutter gelernt, und Aufnahmen von Whitney Houston waren die Lieblingslieder ihrer Großmutter“, sagt Arnison. „Sie hat niemals Kinderlieder gesungen, immer nur klassische Lieder. Folglich war es sehr einfach, die Aufnahmen mit ihr zu machen.“[12]
- „Arnison sagt, das Management Team der jungen Sängerin hätte lange und hart darüber nachgedacht, ein so reifes Lied wie I Will Always Love You in das fertige Album aufzunehmen, aber Talbot selbst habe darauf bestanden.“[12]
- „Sie [Sharon Talbot, Connie Talbots Mutter] sagte: Ich bin jemand, der sich große Sorgen macht. Ich wollte das hier niemals für sie - Ich habe sie nie zu Tanz- oder Gesangsstunden gebracht. Aber ich könnte einen Plattenvertrag mit Simon Cowell niemals ausschlagen, weil Connie sagen würde: 'Ja, Ja!' Sie würde sich wie Leona Lewis von X-Factor fühlen, die neben Joss Stone ihr großes Idol ist. Frau Talbot, die ihrer Tochter eine Karaoke-Maschine gekauft hat, weil sich die Familie keine Gesangsstunden leisten konnte, offenbarte auch, dass Connies Gesangstalent unter tragischen Umständen entdeckt wurde - als nämlich bei ihrer Großmutter Violet Brustkrebs diagnostiziert wurde. […] Es war ihre Großmutter die mir zuerst sagte: 'Weißt du, sie ist wirklich gut'.“[6]
- „Zurück vom Chorunterricht lässt sie [Connie Talbot] sich im gemieten Haus der Eltern in Streetly nahe Birmingham, in ihren Schaukelstuhl fallen. Es war ein erstaunliches Jahr, und man könnte sich leicht von Connies Erfolg hinreißen lassen. sagt ihr 41 Jahre alter Papa, Gavin. Aber von Anfang an haben wir an unserer Einstellung festgehalten: Sie ist zuallererst ein Kind, und erst an zweiter Stelle eine Künstlerin. Solange sie genießt, was sie macht, ist das in Ordnung, aber wenn sie es möchte, hört das sofort auf. Zum Beispiel sollte sie letzte Woche in einer abendlichen Fernsehsendung in New York auftreten, aber sie sagte sie sei müde, und so war's das - wir riefen im Studio an und sagten, sie würde nicht kommen. Es ist großartig zu sehen, wie sie ihren Erfolg genießt. Aber sie ist immer noch im Wachstum.“[39]
- „Bis jetzt konnte das Showgeschäft und das normale Leben ausbalanciert werden. Nach Connie's erster Asientour zum Beispiel fragten sie daheim in der Schule, was sie in den Ferien gemacht habe. Sie sagte: Wir sind an den Strand gegangen und haben Kieselsteine gesammelt. Keine Erwähnung von Limousinen, Fünfsternehotels oder Massen von Fans. Eine Erholungspause mit dem Wohnwagen in Wales war Connies liebste Erinnerung.“[39]

## Diskografie

### Alben
- 2007: Over the Rainbow
- 2008: Connie Talbot’s Christmas Album
- 2009: Connie Talbot’s Holiday Magic Album
- 2012: Connie Talbot’s Beautiful World Album
- 2016: Connie Talbot’s Matters To Me Album

### Singles
- 2008: Three Little Birds
- 2009: I Will Always Love You
- 2019: Never Give Up on Us
- 2020: I would